# 王晶 (新疆ウイグル自治区出身の女優)
王 晶（ワン・チン、英語表記：Wang Jing、1980年3月18日 - ）は、中国の女優である。新疆ウイグル自治区出身、民族は漢族。香港側に著名な映画監督・プロデューサーで、なおかつ名前が同一漢字表記の「王晶」（ウォン・ジン、日本においてはバリー・ウォンとも呼ばれる。男性）がいるため、中国語圏では「小王晶」とも呼ばれる。
2005年に中国・香港の合同で制作されたテレビドラマ『不死鳥の如く』（原題：浴火鳳凰）以降、ウォン・ジンと複数回にわたり共同で仕事をしている。さらに、中国側には山東省出身の同名の女優がいる。この2名の女優は同じ中央戯劇学院の卒業生で、出身地以外は年齢・経歴ともに類似している。
これらの理由により、日本語圏のデータベースに加えて、中国語版Wikipediaや百度知道などの中国語圏のデータの一部にも混同が見られる点に注意を要する。

## 略歴
中央戯劇学院演劇学部卒業後、1999年に中国のテレビドラマ『共和国往事』の「劉心」役でデビュー。その後、中国国内のドラマを中心にキャリアを重ね、2005年の中国・香港共同制作の長編テレビドラマ『不死鳥の如く』以降、ウォン・ジンなどの香港の製作陣とも共同で仕事を行っている。

## 主要な作品
※検索の便宜を考慮し、作品名・役名において日本の漢字と字体が大きく異なる場合のみ、簡体字中国語を付記する。映画・ドラマの製作年については、中国語版Wikipediaと百度百科、あるいは百度百科の項目間で若干のズレが存在するため、本項では百度百科における各作品の項目に記載されている製作年で統一する。

### 映画
- 我和連長（簡体字中国語：我和连长） (2001年)　「小可班長（簡体字中国語：班长小可）」役 （舒崇福 監督）[3]
- 瘋狂粉絲王[注釈 5]（簡体字中国語：疯狂粉丝王） (2007年 中国・香港)　「小莉」役 （ウォン・ジン（王晶）製作総指揮、エリック・コット監督）[4]
- 離歌 （簡体字中国語：离歌） (2008年)　「林果果」役 （楊小雄 監督）
- 生死搜救 (2008年)　「彩云」役 （阿強 監督）
- 金銭帝国[注釈 6]（簡体字中国語：金钱帝国） (2009年、香港)　「萍萍」役 （ウォン・ジン（王晶）監督）[5][6]

### テレビドラマ
- 共和国往事 (1999年)　「劉心（簡体字中国語：刘心） 」役 （北京電視台 制作）[7]
- 奇人安世敏 (2000年)　「玉姑」役 （重慶天下無双文化伝媒有限公司 制作）[8]
- 背叛 (2001年)　「葉子（簡体字中国語：叶子）」役 （深圳電視台影視頻道 制作）[9]
- 烈火英雄 (2001年)　「麗麗（簡体字中国語：丽丽）」役[10]
- 我和連長（簡体字中国語：我和连长） (2002年)　「班長小可（簡体字中国語：班长小可）」役 （中国中央電視台電影頻道（CCTV-6） 制作）[11]
- 法理人生 (2003年)　「王芳」役[12]
- 清明酒家 (2003年)　「孫如花（簡体字中国語：孙如花）」役[13]
- 凌雲壮志包青天（簡体字中国語：凌云壮志包青天、別題：剣臨天下） (2004)　「柳燕儿」役[14]
- 歓天喜地七仙女（簡体字中国語：欢天喜地七仙女） (2004年)　「三仙女 黄儿」役 （北京優賽環球文化芸術有限責任公司 制作）[15]
- 京華煙雲（簡体字中国語：京华烟云） (2005年)　「黛芬」役 （中国中央電視台（CCTV-1） 制作）
- 不死鳥の如く（原題：浴火鳳凰、簡体字中国語：浴火凤凰） (2006年)　「杜曉彤（簡体字中国語：杜晓彤）」役 （香港・亜洲電視本港台(ATV-Home) 制作）[16][注釈 6]
- 楚留香伝奇（簡体字中国語：楚留香传奇 (电视剧) 楚留香传奇） (2006年)　「宮南燕」役 （中国中央電視台電影頻道（CCTV-8） 制作）[17]
- 寵物医院（簡体字中国語：宠物医院） (2007年)　「琪琪」役 （中国国際電視総公司(CITIC) 制作）[18]
- 仁者黄飛鴻（簡体字中国語：仁者黄飞鸿） (2008年)　「武田静香」役 （中国中央電視台電影頻道（CCTV-8） 制作）[19]
- A計画[注釈 7]（簡体字中国語：A计划） (2007年)　「雲飄飄（簡体字中国語：云飘飘）」役 （中国・香港・台湾合作、北京東方伝奇国際伝媒有限公司他 制作）[20]
- 十大奇冤[注釈 6] (2008年)　「小辣椒」役 （四川広播電視台 制作）[21]
- 加油、優雅!（簡体字中国語：加油，优雅！） (2009年)　「Miss安」役」 （東方衛視（上海） 制作）[22]
- 一一向前冲 (2010年)　「劉真（簡体字中国語：刘真）」役 （中国国際電視総公司(CITIC)ほか 制作）[23]
- 大唐双龍伝之長生訣[注釈 6] （簡体字中国語：大唐双龙传之长生诀） (2011年)　「沈落雁」役 （中国国際電視総公司(CITIC) 制作）[24]
- 菜鳥来襲[注釈 8]（簡体字中国語：菜鸟来袭） (2015年)　「邢飄飄（簡体字中国語：邢飘飘）」役 （北京東方今鳴文化伝媒有限公司  制作）[25]
- 龍鳳店伝奇 （簡体字中国語：龙凤店传奇） (2017年)　「云裳」役 （北京東方今鳴文化伝媒有限公司  制作）[26]